# Кајсери
Кајсери (тур. Kayseri, грч. Καισάρεια, Цезареја) је град у Турској у вилајету Кајсери. Кајсери се налази на надморској висини од 1.054 метра у подножју угашеног вулкана Ерџијес, чије су ерупције одговорне за стене туф карактеристичне за Кападокију. Према процени из 2009. у граду је живело 911.984 становника.
Подручје данашњег града је још у 4. веку било испреплетено мочварама и сланим језерима. Ова подручја су коначно исушена тек у последњих стотињак година. У време Хетита град се звао Мазака. Градска тврђава је настала 150. године п. н. е. Римски цар Тиберије је 17. године нове ере овај град, под именом Цезареја, прогласио престоницом провинције Кападокија. Апостол Петар у свом првом писму помиње ученике у Кападокији, па није необично да се град до почетка 3. века развио у центар хришћанске теологије. Василије Велики је овде у другој половини 4. века основао болнице, старачке домове и домове за сиротињу. Византија је изгубила овај град 1077, а освојили су га Данишмениди. Град је доживео процват у 12. и 13. веку када су овде владали Селџуци. После најезде Монгола, од 1468. град Кајсери је османлијски. 
Кајсери је један од најзначајнијих индустријских и трговачких центара Турске, са највећом индустријском зоном у земљи. У граду се производи 80 процената турског намештаја, а ту се још производи опрема за домаћинство, предмети од метала и прехрамбени производи.

## Географија

### Клима
| Клима (Кајсери)            | Клима (Кајсери) | Клима (Кајсери) | Клима (Кајсери) | Клима (Кајсери) | Клима (Кајсери) | Клима (Кајсери) | Клима (Кајсери) | Клима (Кајсери) | Клима (Кајсери) | Клима (Кајсери) | Клима (Кајсери) | Клима (Кајсери) | Клима (Кајсери) |
| Показатељ \ Месец          | .Јан.           | .Феб.           | .Мар.           | .Апр.           | .Мај.           | .Јун.           | .Јул.           | .Авг.           | .Сеп.           | .Окт.           | .Нов.           | .Дец.           | .Год.           |
| -------------------------- | --------------- | --------------- | --------------- | --------------- | --------------- | --------------- | --------------- | --------------- | --------------- | --------------- | --------------- | --------------- | --------------- |
| Средњи максимум, °C (°F)   | 3,8 (38,8)      | 6,4 (43,5)      | 11,8 (53,2)     | 17,7 (63,9)     | 22,3 (72,1)     | 26,3 (79,3)     | 30,2 (86,4)     | 30,1 (86,2)     | 26,4 (79,5)     | 20,1 (68,2)     | 12,8 (55)       | 6,4 (43,5)      | 17,9 (64,2)     |
| Просек, °C (°F)            | −2,2 (28)       | 0,4 (32,7)      | 4,9 (40,8)      | 10,5 (50,9)     | 14,8 (58,6)     | 18,7 (65,7)     | 22,1 (71,8)     | 21,3 (70,3)     | 16,5 (61,7)     | 10,9 (51,6)     | 4,8 (40,6)      | 0,5 (32,9)      | 10,3 (50,5)     |
| Средњи минимум, °C (°F)    | −8,0 (17,6)     | −5,4 (22,3)     | −1,7 (28,9)     | 2,8 (37)        | 6,1 (43)        | 8,9 (48)        | 11,0 (51,8)     | 10,0 (50)       | 6,1 (43)        | 2,6 (36,7)      | −1,5 (29,3)     | −5,0 (23)       | 2,2 (36)        |
| Количина падавина, mm (in) | 32,7 (12,87)    | 31,2 (12,28)    | 40,2 (15,83)    | 55,0 (21,65)    | 49,4 (19,45)    | 41,5 (16,34)    | 11,6 (4,57)     | 6,7 (2,64)      | 14,9 (5,87)     | 28,2 (11,1)     | 36,0 (14,17)    | 39,3 (15,47)    | 386,8 (152,28)  |
| [ тражи се извор ]         |                 |                 |                 |                 |                 |                 |                 |                 |                 |                 |                 |                 |                 |

## Становништво
Према процени, у граду је 2009. живело 911.984 становника.
| 1990.   | 2000.   |
| ------- | ------- |
| 425.776 | 536.392 |